# Elizabeth Loftus
Elizabeth Loftus, född 1944 i Los Angeles, är en amerikansk psykolog med människans minne som specialitet.
Hon är känd för sina studier om falska minnen. Med studien "The Mall" har hon bevisat att man kan framkalla till synes verkliga minnen från situationer man inte varit med om, ifall man hör tillräckligt mycket om dem. Loftus får många hotbrev då hennes studier kan leda till att våldtäktsoffer får svårare att bli tagna på allvar. Elizabeth Loftus kan bli kallad till domstol för beskriva hur otillförlitligt minnet kan vara, särskilt när trauma är involverat. Samtidigt får hon en hel del tackbrev från oskyldigt anklagade föräldrar som anser sig få upprättelse genom hennes studier.
När Loftus var tonåring drunknade hennes mor i familjens pool. Hon blev själv utsatt för framkallandet av falska minnen då hennes morbror fått för sig att det var hon som hittat modern i poolen. Innan morbrodern blev motbevisad lyckades Loftus framkalla minnen från när hon påträffade sin mor i poolen. Hon har skrivit en lång rad böcker, bland andra Vårt minne: förvånande rön om hur vi kommer ihåg och varför vi glömmer. I dag[när?] är hon verksam vid University of Washington.
På en lista över världens 100 mest betydande psykologer under 1900-talet var Loftus den högst rankade kvinnan på plats 58.